# Beleń-Kolonia
Pour les articles homonymes, voir Belen.
Beleń-Kolonia est une localité polonaise de la gmina de Zapolice, située dans le powiat de Zduńska Wola en voïvodie de Łódź.